# ویلیام جیمز کرافت
ویلیام جیمز کرافت (انگلیسی: William James Craft؛ ‏ ۱۸۸۶ – ۳۰ ژوئن ۱۹۳۱) کارگردان فیلم و فیلم‌نامه‌نویس اهل ایالات متحده آمریکا بود.
از فیلم‌هایی که وی در آن‌ها نقش داشته‌است، می‌توان به مهمان ناخوانده و دلقک اشاره نمود.